# Nieby
Nieby este o comună din landul Schleswig-Holstein, Germania.